# Шевченко Олександр Андрійович (учений)
Олекса́ндр Андрі́йович Шевче́нко (16 жовтня (29 жовтня за новим стилем) 1908, Катеринослав, нині Дніпро — 20 жовтня 1984) — металург родом з Катеринослава, член-кореспондент АН УРСР (з 1972). Заслужений діяч науки і техніки УРСР (1968). Герой Соціалістичної Праці (1971).
Закінчив Дніпропетровський металургійний інститут (1932), викладав у тому самому інституті (1934—1941). З 1945 року працював у Всесоюзному науково-дослідному інституті трубної промисловості в Москві. Праці з технології обробки тугоплавних металів, безперервної прокатки труб, виробництва труб для нафтодобувної промисловості.